# Liste der EU-Vogelschutzgebiete in der Oberpfalz
Die Liste der EU-Vogelschutzgebiete in der Oberpfalz zeigt die Europäischen Vogelschutzgebiete (englisch Special Protection Area, SPA) im bayerischen Regierungsbezirk Oberpfalz. Sie sind Bestandteil des europäischen Schutzgebietsnetzes Natura 2000.
Teilweise überschneiden sie sich mit bestehenden FFH-, Natur- und Landschaftsschutzgebieten.
In der Oberpfalz gibt es 14 EU-Vogelschutzgebiete. (Stand Februar 2016)
| Name                                                           | Bild | Kennung                     | Einzelheiten | Position | Fläche Hektar | Datum |
| -------------------------------------------------------------- | ---- | --------------------------- | ------------ | -------- | ------------- | ----- |
| Charlottenhofer Weihergebiet, Hirtlohweiher und Langwiedteiche |      | DE-6639-372 WDPA: 555579383 |              | ⊙        | 930,68        |       |
| Donau zwischen Regensburg und Straubing                        |      | DE-7040-471 WDPA: 555537867 |              | ⊙        | 3.276,43      |       |
| Felsen und Hangwälder im Altmühl-, Naab-, Laber- und Donautal  |      | DE-7037-471 WDPA: 555537865 |              | ⊙        | 4.831,19      |       |
| Felsen und Hangwälder im Altmühltal und Wellheimer Trockental  |      | DE-7132-471 WDPA: 555537875 |              | ⊙        | 3.610,89      |       |
| Großer und Kleiner Arber mit Schwarzeck                        |      | DE-6844-471 WDPA: 555537852 |              | ⊙        | 3.546,24      |       |
| Manteler Forst                                                 | BW   | DE-6338-401 WDPA: 555537768 |              | ⊙        | 2.698,00      |       |
| Nürnberger Reichswald                                          |      | DE-6533-471 WDPA: 555537802 |              | ⊙        | 38.191,61     |       |
| Regentalaue und Chambtal mit Rötelseeweihergebiet              |      | DE-6741-471 WDPA: 555537834 |              | ⊙        | 2.812,13      |       |
| Torflohe                                                       | BW   | DE-6341-301 WDPA: 555537769 |              | ⊙        | 173,00        |       |
| Truppenübungsplatz Hohenfels                                   |      | DE-6736-302 WDPA: 555537833 |              | ⊙        | 14.902,00     |       |
| US-Truppenübungsplatz Grafenwöhr                               |      | DE-6336-301 WDPA: 555537766 |              | ⊙        | 19.279,00     |       |
| Vilsecker Mulde                                                | BW   | DE-6336-471 WDPA: 555537767 |              | ⊙        | 915,24        |       |
| Wälder im Donautal                                             |      | DE-7040-302 WDPA: 555579395 |              | ⊙        | 1.289,00      |       |
| Waldnaabaue westlich Tirschenreuth                             |      | DE-6139-471 WDPA: 555537741 |              | ⊙        | 2.258,36      |       |
| Legende für Vogelschutzgebiet                                  |      |                             |              |          |               |       |